# Kathedrale von Zadar

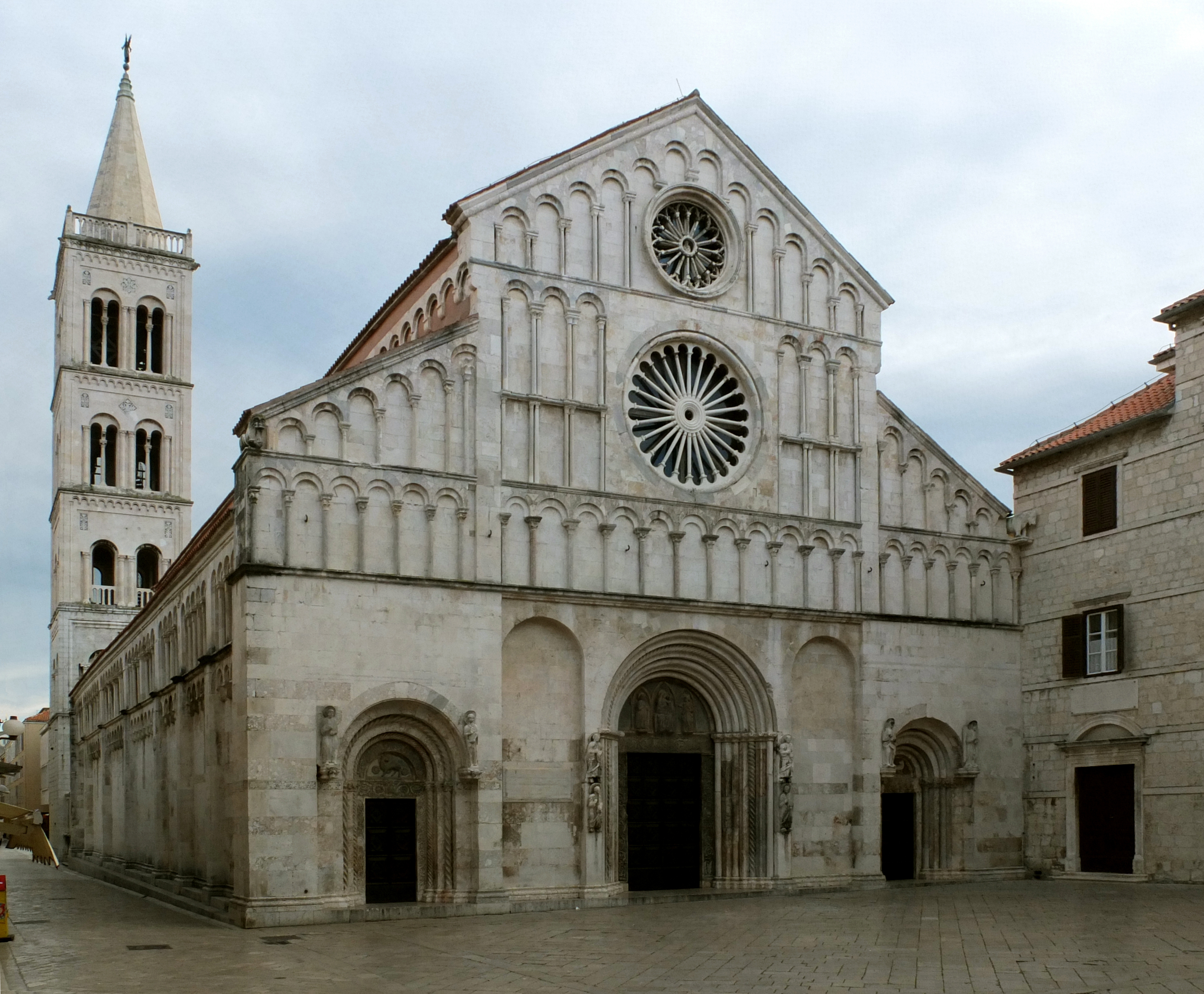
Kathedrale St. Anastasia

Die Kathedrale von Zadar oder Kathedrale St. Anastasia (kroatisch Katedrala sv. Stošije) ist eine römisch-katholische Kathedrale im kroatischen Zadar und trägt zusätzlich den Titel einer Basilica minor. Die größte Kirche in ganz Dalmatien ist Sitz des Erzbistums Zadar und ist der frühchristlichen Märtyrerin Anastasia von Sirmium gewidmet, deren Reliquien in einem Sarkophag in der Nordapsis der Kirche ruhen.
Die Ursprünge der Kirche in direkter Nachbarschaft zur Kirche Sv. Donat gehen auf eine christliche Basilika zurück, die im 4. und 5. Jahrhundert erbaut wurde, während ein Großteil des zurzeit stehenden dreischiffigen Gebäudes im 12. und 13. Jahrhundert im romanischen Stil erbaut wurde.

## Geschichte
Der Schutzheilige der ursprünglichen Basilika aus dem 4. und 5. Jahrhundert war St. Petrus. Während der Zeit des Bischofs Donatus erhielt die Diözese die Asche der heiligen Anastasia von Sirmium von Kaiser Nikephoros I., sie wurde als Schutzpatronin der Kathedrale übernommen. Donatus gab den Sarkophag für die Reliquie in Auftrag. Aufzeichnungen aus dem 10. Jahrhundert bekräftigen die Vorwürfe des byzantinischen Kaisers Konstantin VII. über ihre reichen Verzierungen.
Die Kirche wurde im 11. und 12. Jahrhundert größtenteils neu gestaltet und 1177 von Papst Alexander III. wieder geweiht. Während der Belagerung von Zadar durch die Venezianer und Kreuzfahrer im Jahr 1202 wurde die Kathedrale schwer beschädigt. Über das gesamte 13. Jahrhundert dauerte die Wiederherstellung an. Die Kirche wurde am 27. Mai 1285 erneut geweiht, obwohl das neue Gebäude, das nach dem Vorbild der Kirche Santa Maria della Piazza in Ancona entworfen wurde, erst 1324 fertiggestellt wurde. Das Erdgeschoss und der erste Stock des Glockenturms wurden 1452 erbaut, der Turm wurde erst 1893 neuromanisch fertiggestellt. Bereits 1867 wurde der Kirche durch Papst Pius IX. der Rang einer Basilica minor verliehen. Papst Johannes Paul II. besuchte sie am 9. Juni 2003 bei einer seiner letzten internationalen Reisen.

## Beschreibung

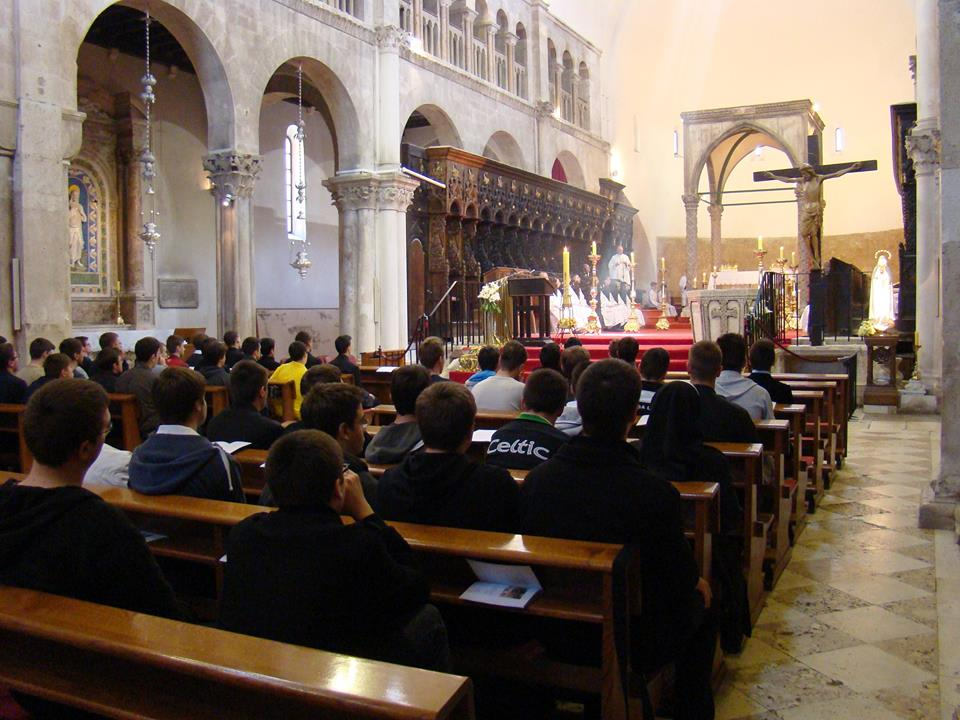
Innenraum der Kathedrale

Die Fassade, die 1324 fertiggestellt wurde, ist geprägt von der toskanischen Romanik. Der untere und massereichere Abschnitt hat drei Portale, von denen das mittlere von einem Basrelief mit einer Madonna mit Kind, dem hl. Chrysogonus und Anastasia geschmückt ist. Der obere Fassadenteil gipfelt in einem dreieckigen Giebel und ist mit vier lombardischen Bändern geschmückt. Dazu gehören ein großes Rosettenfenster im romanischen Stil und ein kleineres im gotischen. Der linke Rand der Fassade ist mit einer Löwenstatue geschmückt, während der rechte mit einer Stierstatue versehen ist, Symbole der Evangelisten Markus und Lukas. Das reich verzierte Hauptportal enthält ein Basrelief mit vier Aposteln. Die Lünette des linken Portals ist mit einer Statue des Agnus Dei versehen, während die Konsolen in der Nähe des Gewölbes Statuen des Engels Gabriel und der Jungfrau Maria enthalten, die älter sind als das Portal.

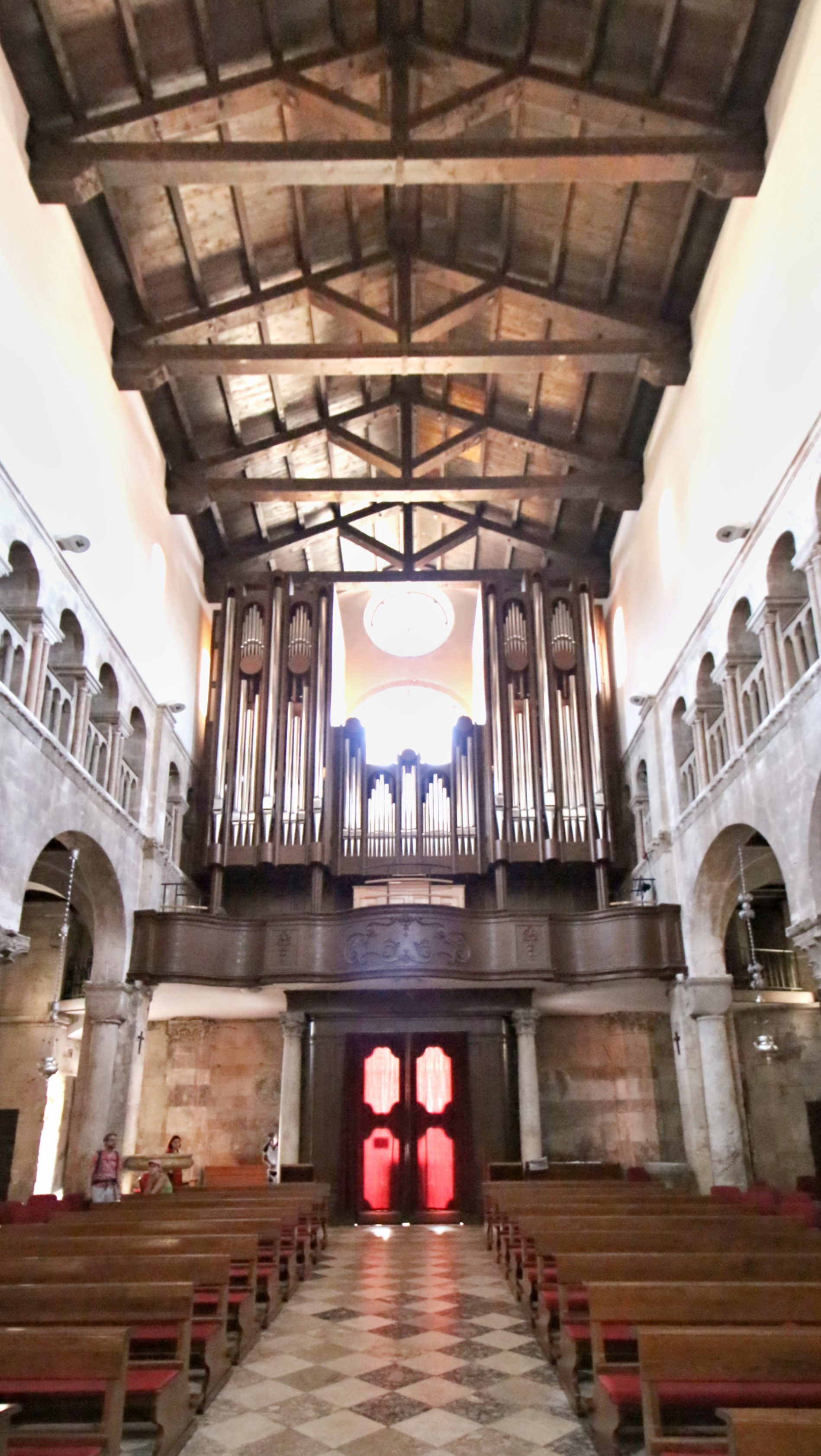
Prospekt der Eisenbarth-Orgel von 2010

Die Basilika besitzt ein hohes Hauptschiff und zwei Seitenschiffe, die nur ein Drittel der Breite des Hauptschiffs besitzen und durch Säulenreihen von diesem getrennt sind. Der Chorraum ist erhöht, die Krypta aus dem 12. Jahrhundert befindet sich darunter. Im Chor befindet sich ein Chorgestühl mit 54 Plätzen, das vom Venezianer Matej Morozan nach Auftrag von Erzbischof Luka Turriani von Fermo ab 1432 im gotischen Stil ausgeführt wurde und früher polychrom war. Über dem Hauptaltar mit einer Darstellung der Kreuzigung und der zwölf Apostel aus dem 15. Jahrhundert befindet sich das frühgotische Ziborium aus dem Jahr 1322, daneben steht die Kathedra des Erzbischofs. Die Seitenschiffe sind mit weiteren Altären versehen. Es gibt auch Fragmente von mittelalterlichen Fresken in der Kathedrale.
Die Kirche hat ein sechseckiges Baptisterium aus dem 6. Jahrhundert, das sich auf der Südseite der Kathedrale befindet. Es wurde bei der Bombardierung von Zadar am 16. Dezember 1943 zerstört und 1989 restauriert.

## Orgel
Die Kathedrale verfügt seit 2010 über eine französisch-romantisch dispositionierte Orgel der deutschen Firma Orgelbau Eisenbarth.
| I Grand Orgue C–c4 |                         |        |
|                    | Principal               | 16′    |
|                    | Principal               | 08′    |
|                    | Flûte majeure           | 08′    |
|                    | Bourdon                 | 08′    |
|                    | Prestant                | 04′    |
|                    | Flûte                   | 04′    |
|                    | Quinte                  | 02 ⁄3′ |
|                    | Doublette               | 02′    |
|                    | Cornet V                | 02 ⁄3′ |
|                    | Gross Fourniture IV-V 0 | 02 ⁄3' |
|                    | Gross Cymbale IV        | 01 ⁄3′ |
|                    | Bombarde                | 16′    |
|                    | Trompette               | 08′    |
|                    | Clairon                 | 04'    |

| II Positif expressif C–c4 |                    |         |
|                           | Bourdon            | 16′     |
|                           | Principal          | 08′     |
|                           | Flûte à cheminée 0 | 08′     |
|                           | Salicional         | 08′     |
|                           | Quintatön          | 08′     |
|                           | Octave             | 04′     |
|                           | Flûte douce        | 04'     |
|                           | Nazard             | 02 ⁄3′  |
|                           | Flageolet          | 02′     |
|                           | Tierce             | 01 3⁄5′ |
|                           | Larigot            | 01 ⁄3′  |
|                           | Plein jeu III-IV   | 01 ⁄3′  |
|                           | Clarinette         | 16′     |
|                           | Cromorne           | 08'     |
|                           | Voix humaine       | 08'     |
|                           | Tremblant          |         |

| III Récit expressif C–c4 |                           |         |
|                          | Bourdon                   | 16′     |
|                          | Diapason                  | 08′     |
|                          | Flûte d'orchestre         | 08′     |
|                          | Cor de nuit               | 08′     |
|                          | Viol de Gambe             | 08′     |
|                          | Voix céleste              | 08′     |
|                          | Flûte harmonique          | 04′     |
|                          | Viole                     | 04′     |
|                          | Nazard harmonique         | 02 ⁄3′  |
|                          | Octavin                   | 02'     |
|                          | Tierce harmonique         | 01 3⁄5′ |
|                          | Piccolo                   | 01′     |
|                          | Plein Jeu harmonique II-V | 02′     |
|                          | Basson                    | 16'     |
|                          | Trompette harmonique      | 08'     |
|                          | Hautbois                  | 08′     |
|                          | Clairon harmonique        | 04′     |
|                          | Tremblant                 |         |

| Pédale C–g1 |                  |     |
|             | Untersatz        | 32′ |
|             | Principalbass    | 16′ |
|             | Contrabass       | 16′ |
|             | Subbass          | 16′ |
|             | Octave           | 08′ |
|             | Flûte            | 08′ |
|             | Octave           | 04′ |
|             | Contrabombarde 0 | 32′ |
|             | Bombarde         | 16′ |
|             | Trompette        | 08′ |

- Koppeln:
  - mechanisch: II-I, III-I, III-II, I-P, II-P, III-P
  - elektrisch: Sub III, Super III, Sub III-I, Super III-I, Sub III-II, Super III-II
- Spielhilfen: 4000 freie Kombinationen, zwei Crescendo-Walzen.